# Cilacap (regentschap)
Cilacap: (oude spelling:Tjilatjap, Chilachap of Chilatjap) is een regentschap (Indonesisch Kapupatan) in het zuidwestelijke deel van Midden-Java provincie, in Indonesië. De hoofdstad is Cilacap.
Cilacap heeft ook een zeehaven aan de zuidelijke kust van het eiland Java.
De haven is de enige zeehaven aan de zuidkust en tevens een van de weinige Javaanse havens, die grotere zeeschepen kan laten aanmeren en grote ladingen kan verwerken.
De nabijgelegen en veilige ankerplaats, ter afwachting, ligt oostelijker, in Pacitan. Voor de havenstad ligt het beruchte eiland Nusa Kambangan, die door de omliggende afgronden, met de daarop bevindende gevangenis, bekend is.
In de loop van de Tweede Wereldoorlog was de haven met zijn grote commerciële droogdokken, een bekend aanlooppunt voor alle soorten scheepsreparaties (zie ook ABDACOM-vloot). In het verloop van de oorlog was de haven in februari 1942 een belangrijk vertrekpunt voor de vluchtende bewoners van Java, die voor de Japanse invasie op het eiland, zowel per schip, als per vliegboot, richting Australië probeerden te vluchten. Cilacap, toen Tjilatjap, werd dan ook bezet door de Japanners, die gretig gebruik maakten van de haven en droogdokken, ter voorbereiding voor de invasie naar Australië. In Tjilatjap (nu Cilacap) was er een Japans straf- en gevangenenkamp tijdens de oorlog. De Nederlandse schrijver en dichter, Leo Vroman werd daar geïnterneerd.
De haven wordt heden ten dage, regelmatig door nationale en internationale transportschepen aangedaan. Er zijn raffinaderijen. De nabijgelegen luchthaven Tunggul Wulung biedt regelmatige vluchten naar de hoofdstad Jakarta aan. De stad Cilacap ligt in het Banyumasan gebied en biedt diverse toeristische trips, in samenhang met de taal en cultuur van de volksgroep, de Banyumasan.

## Onderdistricten
Het regentschap bestaat uit 24 onderdistricten (zogenaamde kecamatan):
| Naam                              | Opper vlakte in km2 | Inwoners Volks telling 2010 | Inwoners Volks telling 2020 | Aantal desa's | Post code    |
| --------------------------------- | ------------------- | --------------------------- | --------------------------- | ------------- | ------------ |
| Dayeuhluhur                       | 185,06              | 46.470                      | 49.188                      | 14            | 53266        |
| Wanareja                          | 189,73              | 92.824                      | 104.771                     | 16            | 53265        |
| Majenang                          | 138,56              | 122.763                     | 138.476                     | 17            | 53257        |
| Cimanggu                          | 167,44              | 89.301                      | 104.212                     | 15            | 53256        |
| Karangpucung                      | 115,00              | 68.412                      | 80.071                      | 14            | 53255        |
| Cipari                            | 121,47              | 53.717                      | 65.608                      | 11            | 53262        |
| Sidareja                          | 54,95               | 52.270                      | 62.305                      | 10            | 53261        |
| Kedungreja                        | 71,43               | 71.796                      | 86.929                      | 11            | 53263        |
| Patimuan                          | 75,30               | 42.716                      | 49.288                      | 7             | 53264        |
| Gandrungmangu                     | 143,19              | 88.562                      | 109.331                     | 14            | 53254        |
| Bantarsari                        | 95,54               | 60,795                      | 73,431                      | 8             | 53281        |
| Kawunganten                       | 117,43              | 69.799                      | 84.705                      | 12            | 53251        |
| Kampung Laut                      | 146,14              | 12.666                      | 15.566                      | 4             | 53253        |
| Jeruklegi                         | 96,80               | 59.152                      | 75.156                      | 13            | 53252        |
| Kesugihan                         | 82,31               | 107.385                     | 131.283                     | 16            | 53274        |
| Adipala                           | 61,19               | 75.334                      | 93.309                      | 16            | 53271        |
| Maos                              | 28,05               | 40.410                      | 46.672                      | 10            | 53272        |
| Sampang                           | 27,30               | 36.636                      | 43.018                      | 10            | 53273        |
| Kroya                             | 58,83               | 95.307                      | 114.119                     | 17            | 53282        |
| Binangun                          | 51,42               | 54.574                      | 67.926                      | 17            | 53280        |
| Nusawungu                         | 61,26               | 68.094                      | 84.729                      | 17            | 53283        |
| Cilacap Selatan(a) (Zuid Cilacap) | 9,11                | 79.433                      | 84.549                      | 5             | 53211 -53215 |
| Cilacap Tengah (Centraal Cilacap) | 22,15               | 84.314                      | 90.490                      | 5             | 53221 -53225 |
| Cilacap Utara (Noord Cilacap)     | 18,84               | 69.265                      | 82.295                      | 5             | 53231 -53235 |
| Totaal                            | 2.138,50            | 1.642.107                   | 1.938.427                   | 284           |              |